# Caio Koch-Weser
Caio Koch-Weser (Rolândia, 25 de julho de 1944) é um político teuto-brasileiro. Nascido no norte do Paraná de pais alemães, mudou para a Alemanha com 17 anos.
Foi vice-presidente e diretor do Banco Mundial e secretário de Estado para as Finanças do governo alemão. Atualmente é vice-chefe e conselheiro sênior do Deutsche Bank. Também é membro do conselho do Blum Center for Developing Economiesna Universidade da California, Berkeley.
Seu avô Erich Koch-Weser foi um político alemão durante a República de Weimar. Emigrou 1933 para o Brasil, para Rolândia, por motivo da perseguição aos descendentes de judeus.